# Odboj během druhé světové války

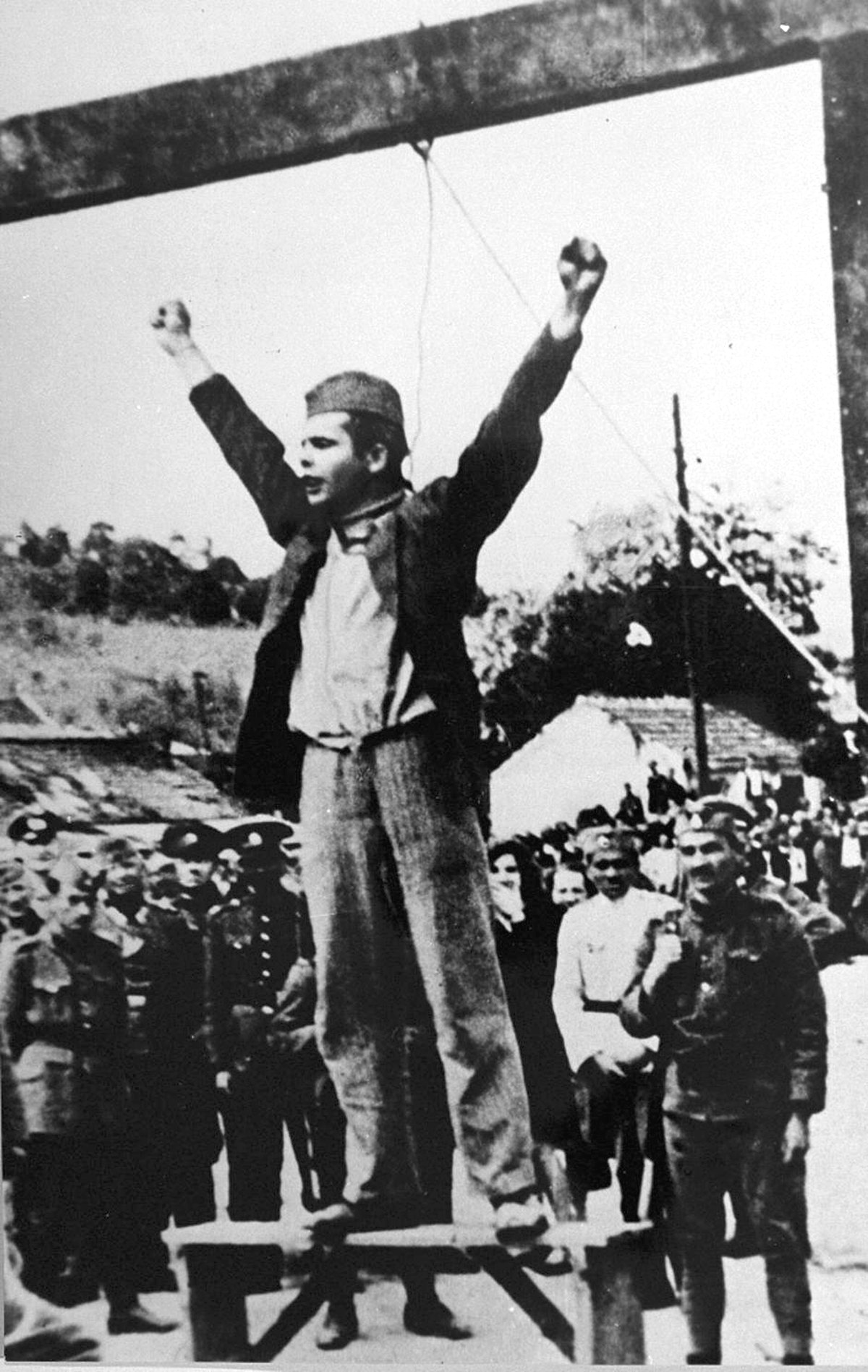
Jugoslávský komunistický partyzán Stjepan Filipović krátce před popravou

Odboj během druhé světové války probíhal v okupovaných zemích různými prostředky, od odmítání spolupráce přes dezinformaci nepřítele, skrývání spojeneckých parašutistů či sestřelených pilotů, špionáže a atentáty až po vedení partyzánské války proti okupačním silám.
Mezi nejvýznamnější odbojová hnutí patřili jugoslávští partyzáni (největší odbojové hnutí během druhé světové války),, polský podzemní stát a jeho zemská armáda, sovětští partyzáni, francouzské vnitřní síly (Résistance), italský (Resistenza), norský, nizozemský a řecký odboj.

## Formy odboje
- Nenásilné
  - sabotáže – dělníci, řemeslníci či zemědělci, stejně jako totálně nasazení pracovníci pro Němce mohli provádět svou práci nekvalitně nebo pomalu, cílem bylo mimo jiné narušení pravidelnosti dodávek z týlu na frontové linie
  - stávky a demonstrace
  - odboj založený na již existujících organizacích, jako církve, studentská hnutí, komunisté a lékaři (profesní odboj)
- ozbrojené
  - útoky na okupační vojáky, vojenská zařízení a dopravní infrastrukturu; také na distribuční centra k získání dokladů, kartoték Němci hledaných osob, nebo například potravinových lístků
  - dočasná osvobození území, jako například v Jugoslávie, Paříži a severní Itálii, někdy ve spolupráci se spojeneckými silami
  - povstání, z nichž nejvýznamnější jsou povstání ve varšavském ghettu, Varšavské povstání či Slovenské národní povstání, stejně jako povstání ve vyhlazovacích táborech (Sobibor a Treblinka v roce 1943 a Osvětim v roce 1944)
  - pokračování v boji za frontovou linií a partyzánská válka, nejvýznamnější probíhala v Sovětském svazu a Jugoslávii, ve Francii masivně působili Maquis
- špionáž, zahrnující odesílání zpráv vojenského významu (například o pohybu nepřátelských jednotek, velení, ale i zprávy o počasí, výrobě atd.)
- tisk a distribuce nelegálních tiskovin, boj proti německé propagandě
- tajný poslech spojeneckého radiového vysílání, zejména BBC pro získání informací a šifrovaných zpráv (poslech byl nacisty trestán smrtí[3])
- politická reprezentace připravovala poválečné uspořádání
- pomoc ohroženým lidem, jako je například ukrývání Židů, pomoc s útěkem a osobám na útěku a skrývajícím se (totálně nasazení, deportovaní)
- pomoc příslušníkům spojeneckých vojsk za frontovou linií (diverze, pomoc sestřeleným letcům)
- pomoc válečným zajatcům (potraviny, informace a komunikace atd.)
- padělání dokumentů